# フラミータ
フラミータ（Flamita、1994年11月30日 -）は、メキシコの男性プロレスラー。メキシコシティ出身。血液型B型。
AAAでは2015年からファイアボール（Fireball）のリングネームでファイトし、また、2016年にはオクタゴンJr.（Octagón Jr.）のリングネームでもファイトしている。日本ではDRAGON GATE、GLEATを主戦場にしている。
祖父はトロ・ネグロ、父はUWAなどで活躍したレタドール、親子3代のルチャドール一家である 。

## 来歴
父や祖父、そして親戚などにルチャドールが多数居る環境に育ったため。ごく自然にルチャの世界に興味を持ち、2002年（8歳の時）にはすでにルチャドールを志していた。周囲は反対したが孫が泣きながら頼み込む姿を見かねて一線を退き指導者となっていた祖父トロ・ネグロが折れる形で練習を始めることになった。
2003年（9歳の時）地元の教会の前の広場でのイベントにてプレデビュー。2004年アレナ・サンファンでのローカル興行にて本格的デビューを果たす
メキシコではDTUを中心に様々なインディペンデント団体で活動、2008年にはアレナ・サンファン・パティトラン認定ミニ・エストレージャ選手権を奪取。2010年にはDTUにてアルト・インパクト王座を奪取。2012年にはAULLにてAULLライト級王座を奪取するなど活躍した。
2012年中頃よりAAAに定期参戦。
2013年4月、メキシコ遠征中だったT-HawkとEitaが結成したミレニアルズ結成に参加。同年10月初来日、10月26日のDRAGON GATE神戸大会で日本初マットを踏み、12月5日後楽園大会にて、オープン・ザ・トライアングルゲート王座決定ワンナイトトーナメントを制し初の王座戴冠。
2014年3月16日和歌山大会にて、堀口元気H.A.Gee.Mee!!を破り、19歳でオープン・ザ・ブレイブゲート王座戴冠。8度の防衛を記録した。
12月28日福岡国際センター大会にて、8度目の防衛戦で対戦したパンチ富永にマスクを剥がれ反則勝ちで防衛するもベルト返還を拒否。さらには一人で退場し、無期限の帰国。
2015年2月28日大阪府立第二大会にて、試合後のT-Hawkに呼び込まれる形でミレニアルズに再合流。翌3/1の同会場大会より国内の試合に復帰。
7月10日、AAAのSin Limiteにてファイアボール（Fireball）として登場。ルドクソールと組んでダガ & スティーブ・ペインと対戦して勝利した。
2022年8月20日GLEAT大阪大会にてBULK ORCHESTRAの田村ハヤト、クワイエット・ストーム、チェック島谷と組み鬼塚一聖、入江茂弘、田中稔、渡辺壮馬と対戦。フラミータが渡辺壮馬にロミーナを決め勝利。
2024年5月、香港大会にて5年ぶりにDRAGON GATEに参戦。試合後Kzyからのラブコールを受け、本格的に古巣復帰することとなった。

## 得意技
フラムフライ
正面から走ってくる相手の首を右腕でキャッチし、その勢いを利用して相手ごと月面宙返りして背中から叩きつける。その場飛び式後方回転式スパニッシュ・フライ。主にカウンター式で放たれるが、自分から仕掛ける場合はレインメーカー式で放たれる。2種類使用する。現在のフィニッシャー。
450°スプラッシュ
フェニックス・スプラッシュ
レタドール
キン肉バスターの体勢で相手を担いで相手を跳ね上げ、自身は両膝を立てながら仰向けに練る事で相手の腹部もしくは顔に膝を叩き込む。技名由来は父の名乗ったリングネームから。
ロミーナ
トップロープ最上段に座らせた相手をキン肉バスターの体勢で両肩に担ぎ上げ、そこからリング中央に移動し、相手の両脚を下に引き下げることで勢いよく後方回転させて後頭部からマットに叩き付ける変形式シットダウン式パワーボム。
ネサ
ダブルアーム・バックブリーカーと同じ技。
リバース・フルネルソンの体勢で相手をマットと垂直に抱え上げ、そこから片腕のクラッチを解いて相手を横向きに移行すると同時に自らも背面から倒れ込んで相手の背中に両膝を突き刺す変型バック・スタバー。得意技レタドールの変型。
トロ
スワンダイブ式放つきりもみ式ボディプレス。
ブレーンバスター
トラースキック
ドロップキック

## タイトル歴
DRAGON GATE
- オープン・ザ・ブレイブゲート王座 : 1回（第25代）
- オープン・ザ・ツインゲート王座 : 1回（第67代）: with Kzy
- オープン・ザ・トライアングルゲート王座 : 3回

（第45代）: with T-Hawk & Eita:(第92代) with ストロングマシーン・J &　Kzy:with ルイス・マンテ&ベンディート:(第94代)
DTU
- アレナ・サンファン認定ミニ・エストレージャ王座 : 1回
- DTUアルト・インパクト王座 : 1回

AULL
- AULLライト級王座 : 1回

## エピソード
- 日本語が堪能であり、試合では対戦相手への挑発や観客へのアピールを日本語で行っている。